# Alec Siniavine
Alec Siniavine (eigentlich Alexandre Siniavine; * 4. Mai 1906 in Odessa; † 20. September 1996 in Paris) war ein französischer Pianist, Komponist und Orchesterleiter im Bereich des Chansons und der Unterhaltungsmusik.

## Leben und Wirken
Siniavine wuchs als Halbwaise in Rumänien auf; als Kind hatte er Klavierunterricht. Mit 18 Jahren besuchte er das Musikkonservatorium in Bukarest und daneben Jura-Vorlesungen an der dortigen Universität. Erste professionelle Auftritte hatte er in Nachtclubs und im Cabaret. Mit einem Stipendium zog er nach Paris und trat zunächst im Café Tabac Pigalle auf; ferner spielte er auch Hochzeiten und Banketten. In den frühen 1930er-Jahren bekam er Gelegenheit auf Hochseeschiffen der Compagnie Générale Transatlantique zu spielen. 1933/34 arbeitete er in Monte Carlo,  wo er Germaine und Jean Sablon kennenlernte. Siniavine, der inzwischen französischer Staatsbürger war, spielte im April 1934 mit Django Reinhardt und André Ekyan bei einer ersten Aufnahmesession mit Jean Sablon („Je sais que vous etes jolie“, Columbia).
Im Auftrag des Musikverlegers Raoul Breton schrieb Siniavine die Musik zu einem Liedtext von Louis Sauvat („La dernière bergère“, engl. Fassung The Last Shepherdess); Jean Sablon nahm darauf „La dernière bergère“ auf; die Aufnahmesitzung mit Sablon und Reinhardt fand am 7. Januar 1935 statt. Siniavines „La dernière bergère“ wurde zu einem großen Erfolg für Sablons Karriere. In den folgenden Jahren arbeitete er außerdem mit Edith Piaf, Jeanette MacDonald, André Claveau, Lucienne Delyle, Maurice Chevalier, Danielle Darrieux, Juliette Greco, Patachou, Paul Misraki („Insensiblement“) und Fançois Deguelt. Ab den späten 1930er-Jahren trat er mit Musikabenden in Cabarets wie dem Sporting d'été (1938), Carrère (1942 und 1947), Ciro's in Monte-Carlo, im Pariser  Les Capucines (1946) auf; 1953 eröffnete er mit seinem Freund André Claveau einen eigenen Nachtclub.
Außerdem schrieb er ein Musical mit Jean Delettre (La belle saison) und die Musik für die Show Version française, die 1950 im Théâtre de l'Arbalette in Paris Premiere hatte (u. a. mit dem damals noch unbekannten Louis de Funès).
Zu seinen Liedern und Kompositionen gehören außerdem  „J’ai qu’a l’regarder“ (1943, mit Edith Piaf), „Balançoire“, „Poème d'Amour“ (mit Yves Allain), „Le Trottoir aux chansons“ (mit Henri Contet), „Une nuit mon amour“ (1949, Text von Sergelys), „Lettre d'Ispahan“, „Ce jour tant attendu“ (1960, mit Charles Aznavour) „La vagabonde“ (mit Jean de Lettraz und Jean Delettre) und „Les dames de la Poste“ (mit Franci Blache).